# Муса Шорманов
Муса Шорманов (каз. Мұса Шорман, до 2018 года — Тендик) — село в Баянаульском районе Павлодарской области Казахстана. Село входит в состав Сатпаевского сельского округа. Находится на реке Ащысу примерно в 66 км к западу от Баянаула. Код КАТО — 553657500.
Село возникло в 1930-х годах как колхоз «Тендик» (с переводе с казахского языка — «равенство»).

## Население
В 1985 году в селе жили 724 человека, в 1999 году население села составляло 849 человек (441 мужчина и 408 женщин). По данным переписи 2009 года, в селе проживало 695 человек (357 мужчин и 338 женщин). По данным переписи 2021 года, в селе проживало 570 человек (301 мужчин и 269 женщин).